# Senecio hamersleyensis
Senecio hamersleyensis là một loài thực vật có hoa trong họ Cúc. Loài này được I.Thomps. mô tả khoa học đầu tiên năm 2005.